# Alessandro Sperlì
Alessandro Sperlì (Genova, 23 febbraio 1925 – Roma, 2 novembre 1990) è stato un attore e doppiatore italiano, talvolta accreditato come Sandro Sperlì oppure Nick Sperlì.

## Biografia
Diplomatosi all'Accademia nazionale d'arte drammatica nel 1951, appare in numerosi sceneggiati televisivi negli anni sessanta e settanta. A questa intensa attività affianca il cinema, il teatro ed il doppiaggio. Ha dato la voce a Burt Young nei due capitoli della saga di Rocky (nel secondo e terzo film) con Sylvester Stallone e molti altri attori tra cui Christopher Lee, Robert Loggia, Charles Durning, Ernest Borgnine. Anche la figlia Valentina, nata nel 1960, è attrice e ha lavorato come doppiatrice negli anni ottanta.

## Filmografia

### Cinema
- Ercole alla conquista di Atlantide, regia di Vittorio Cottafavi (1961)
- Un uomo da bruciare, regia di Valentino Orsini, Paolo e Vittorio Taviani (1962)
- I giganti di Roma, regia di Antonio Margheriti (1964)
- Berlino: appuntamento per le spie, regia di Vittorio Sala (1965)
- Due marines e un generale, regia di Luigi Scattini (1966)
- Roma bene, regia di Carlo Lizzani (1971)
- ...e poi lo chiamarono il Magnifico, regia di E.B. Clucher (1972)
- Il vero e il falso, regia di Eriprando Visconti (1972)
- La violenza: quinto potere, regia di Florestano Vancini (1972)
- Joe Valachi - I segreti di Cosa Nostra, regia di Terence Young (1972)
- Milano rovente, regia di Umberto Lenzi (1973)

### Televisione
- Ottocento, sceneggiato televisivo, regia di Anton Giulio Majano (1959)
- Una tragedia americana, sceneggiato televisivo, regia di Anton Giulio Majano (1962)
- Delitto e castigo di Fëdor Dostoevskij, regia di Anton Giulio Majano (1963)
- La cittadella (1964)
- In trappola di Pierrette Caillol, regia di Faminio Bollini (1965)
- I tre diavoli, regia di Alvise Sapori (1966)
- Tenente Sheridan, episodio Processo di seconda istanza (1967)
- L'affare Dreyfus (1968)
- Casa di bambola, di Henrik Ibsen, regia di Gian Domenico Giagni (1968)
- Il caso Chessman, sceneggiato televisivo (1968)
- Una coccarda per il re, regia di Dante Guardamagna (1970)
- I demoni, di Fëdor Dostoevskij, regia di Sandro Bolchi, trasmesso in 5 puntate dal 20 febbraio al 19 marzo 1972
- L'illazione, regia di Lelio Luttazzi (1972)
- Il caso Lafarge, regia di Marco Leto (1973)
- Accadde a Lisbona, regia di Daniele D'Anza (1974)
- Aggressione nella notte (Asalto nocturno) di Alfonso Sastre, prosa, regia di Pino Passalacqua, trasmessa il 19 dicembre 1975.
- Extra, sceneggiato televisivo, regia di Daniele D'Anza (1976)
- Paganini, sceneggiato televisivo, regia di Dante Guardamagna (1976)
- La dama dei veleni (1978)
- Il furto della Gioconda, sceneggiato televisivo, regia di Renato Castellani (1978)
- Il fascino dell'insolito, episodio Veglia al morto (1980)

## Doppiaggio

### Film cinema
- Livio Lorenzon in Zorro alla corte di Spagna, Zorro e i tre moschettieri, Jim il primo, La vendetta dei gladiatori, Il figlio di Cleopatra, Ercole, Sansone, Maciste e Ursus gli invincibili
- Eduardo Fajardo in Una bara per lo sceriffo, Ringo, il volto della vendetta, Un colpo da mille miliardi, La battaglia d'Inghilterra
- John Gielgud in I seicento di Balaklava, Assassinio sull'Orient Express
- Burt Young in Rocky II, Rocky III
- Jack Starrett in Rambo
- Christopher Lee in Agente 007 - L'uomo dalla pistola d'oro
- Robert Loggia in Over the Top
- Maurice Evans in Il pianeta delle scimmie
- Harold Gould in La stangata
- Charles Durning in Prima pagina, Il magnate greco
- Harry Andrews in Assassinio sul Nilo
- Henry Rowland in Zorro
- James Baskett in I racconti dello zio Tom[3] (ridoppiaggio 1973)
- Ernest Borgnine in Poliziotto superpiù
- Buffy Dee in Nati con la camicia
- Peter Jeffrey in La Pantera Rosa colpisce ancora
- Mario Brega in La marcia su Roma
- Enzo Liberti in La polizia è al servizio del cittadino?
- George Wang in Tepepa
- Emilio Rodrìguez in La preda e l'avvoltoio
- Julio Peña in I vigliacchi non pregano
- Luis Induni in Sei già cadavere amigo... ti cerca Garringo
- Geoffrey Keen in Agente 007 - Solo per i tuoi occhi

### Film d'animazione
- Rospo in Bambi (ridoppiaggio 1968)
- Homer Zuckerman ne La meravigliosa, stupenda storia di Carlotta e del porcellino Wilbur[4]

### Serie animate
- Generale Lord Drayato (2ª voce) ne Il grande Mazinga[5]
- voce narrante in Tekkaman
- Dr. Ancler in Remi - Le sue avventure[6]